# 离子推力器

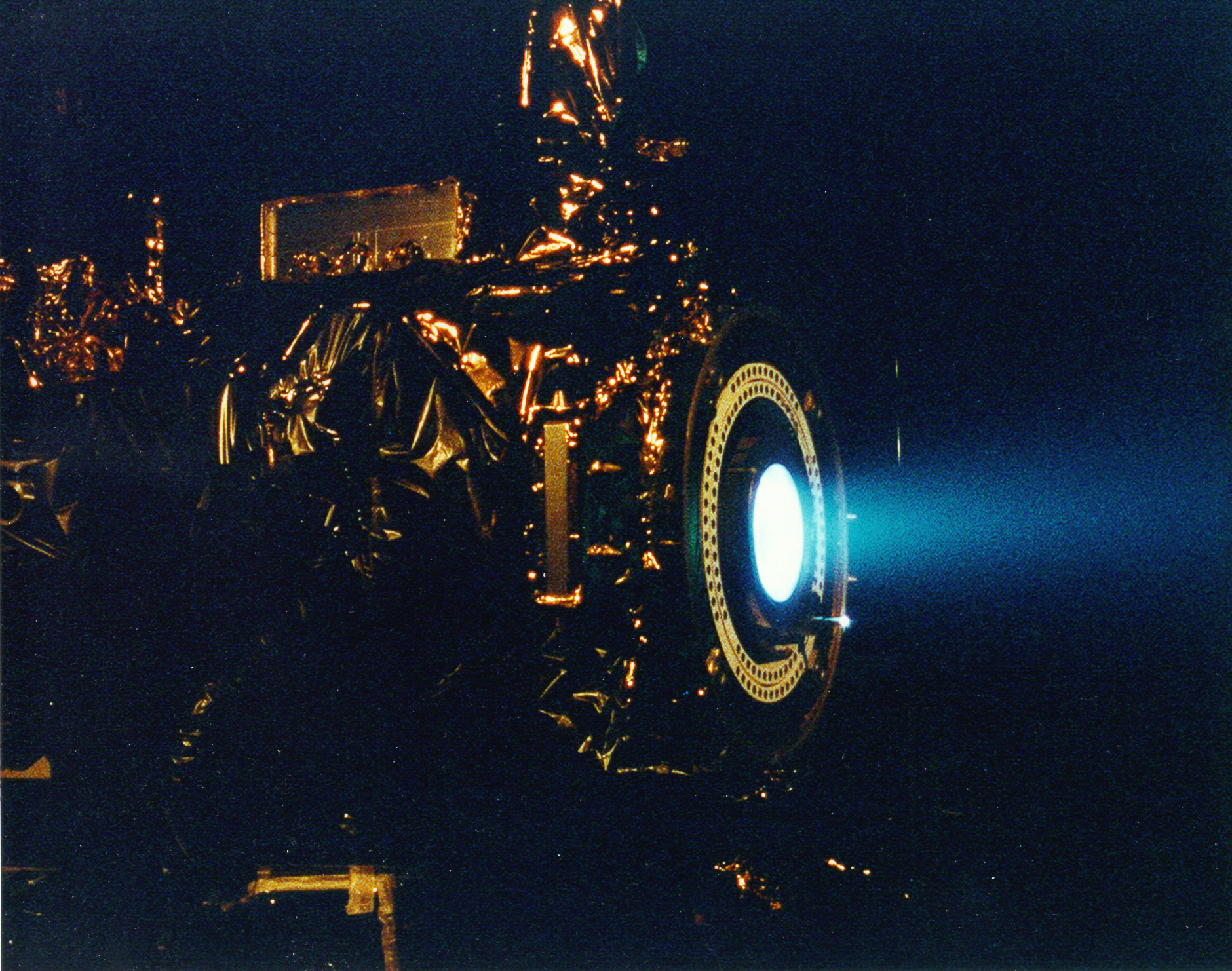
安装在深空一号上的NASA的2.3 kW NSTAR离子推力器正在喷气推进实验室里试验

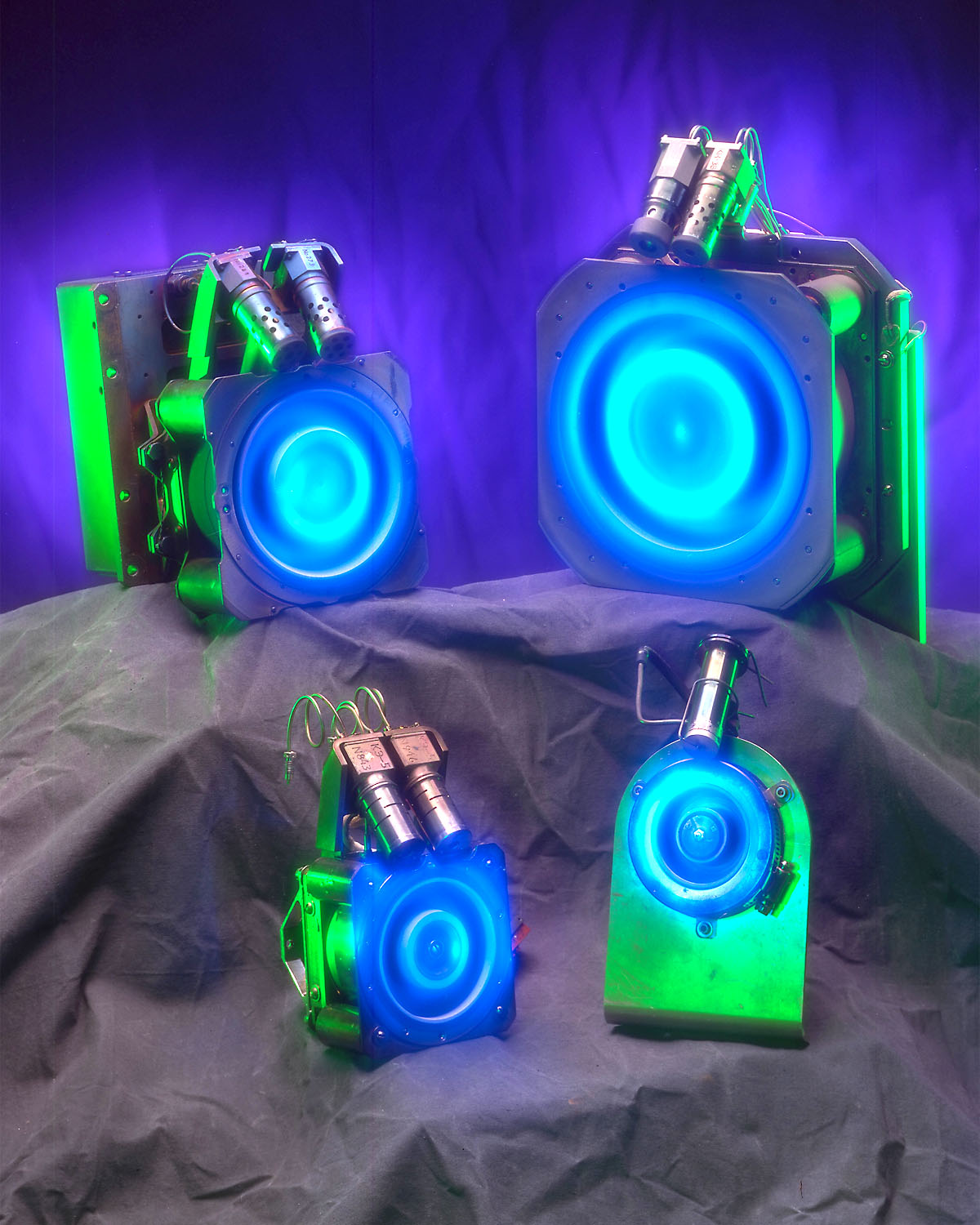
蘇聯製SPT离子推力器系列

離子推力器（Ion thruster, ion drive），又稱离子推进器、離子發動機，其原理是先將氣體電離，然後用電場力將帶電的離子加速後噴出，以其反作用力推動火箭。這是目前已實用化的火箭技術中，最為經濟的一種，因為只要調整電場強度，就可以調整推力，由於比衝（specific impulse）遠大於現有的其它推進技術，因此只需要少量的推進劑就可以制造很高的速度增量，而既然太空船本身不需要攜帶太多燃料，總重量大幅減少後就可以使用較小而經濟的運載火箭，節省下來的燃料更是可觀。
缺點是它的推力很小，目前的離子推進系統可以說跟電風扇差不多，只能吹得動一張紙，無法独立使太空船脫離地表。因此，离子推力器目前只适用于没有空气阻力的真空环境中。这种情况下，经过长时间的持续推进加速后仍然能达到非常高的速度，这使得离子推進器被用在远距离的航行中。它亦可以安裝在人造衛星之上，用以調節或維持軌道。

## 历史
离子推力器的设想最早是由康斯坦丁·齐奥尔科夫斯基提出的。

## 应用
- 深空1号
- 隼鸟号
- 曙光号
- X-37試驗機
- 星鏈
- 中国空间站

## 外部連結
- Deep Space 1（页面存档备份，存于）